# Lophostemon

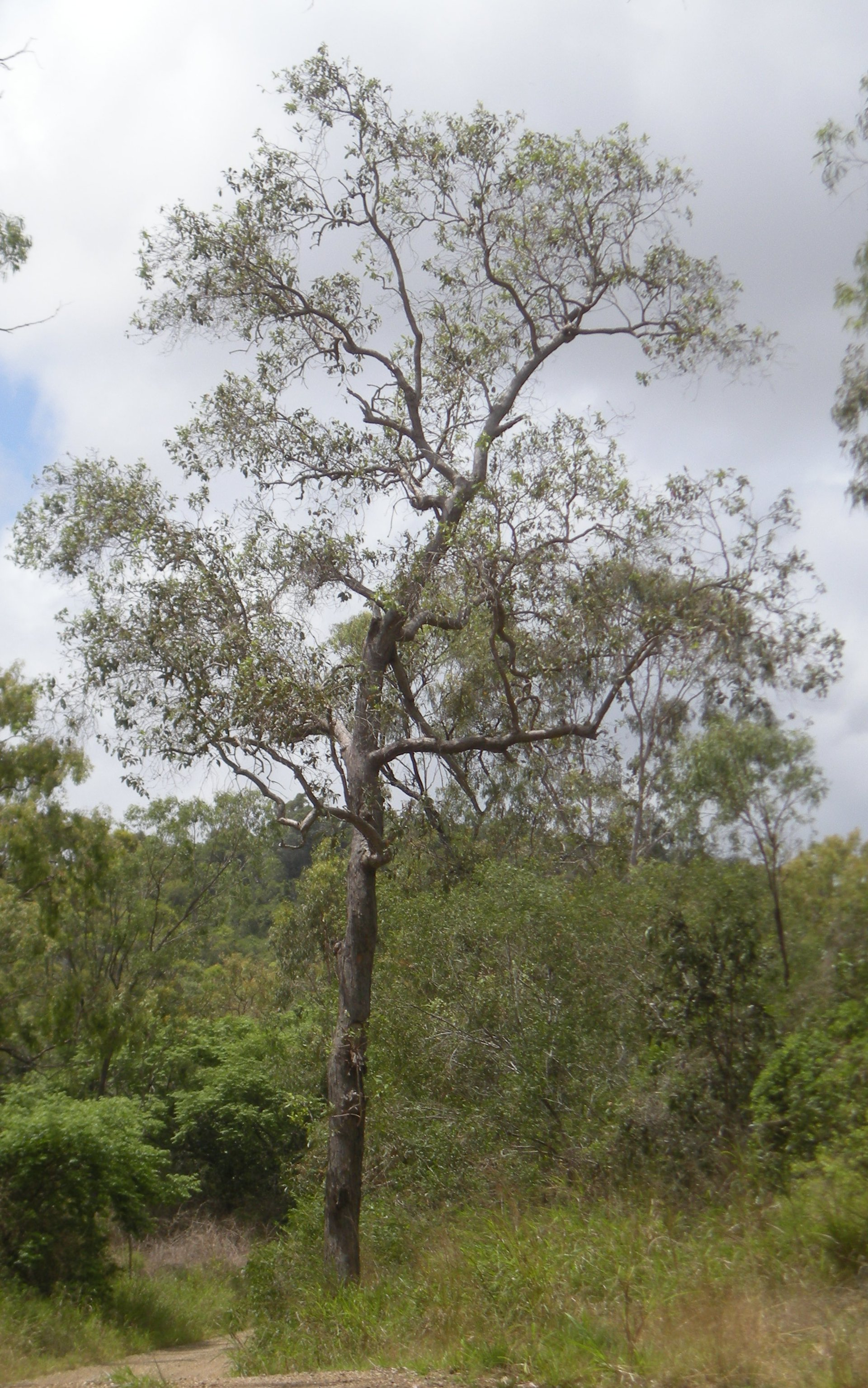
Árvore pequena de L. suaveolens

Lophostemon é um género botânico pertencente à família Myrtaceae.